# クーデター

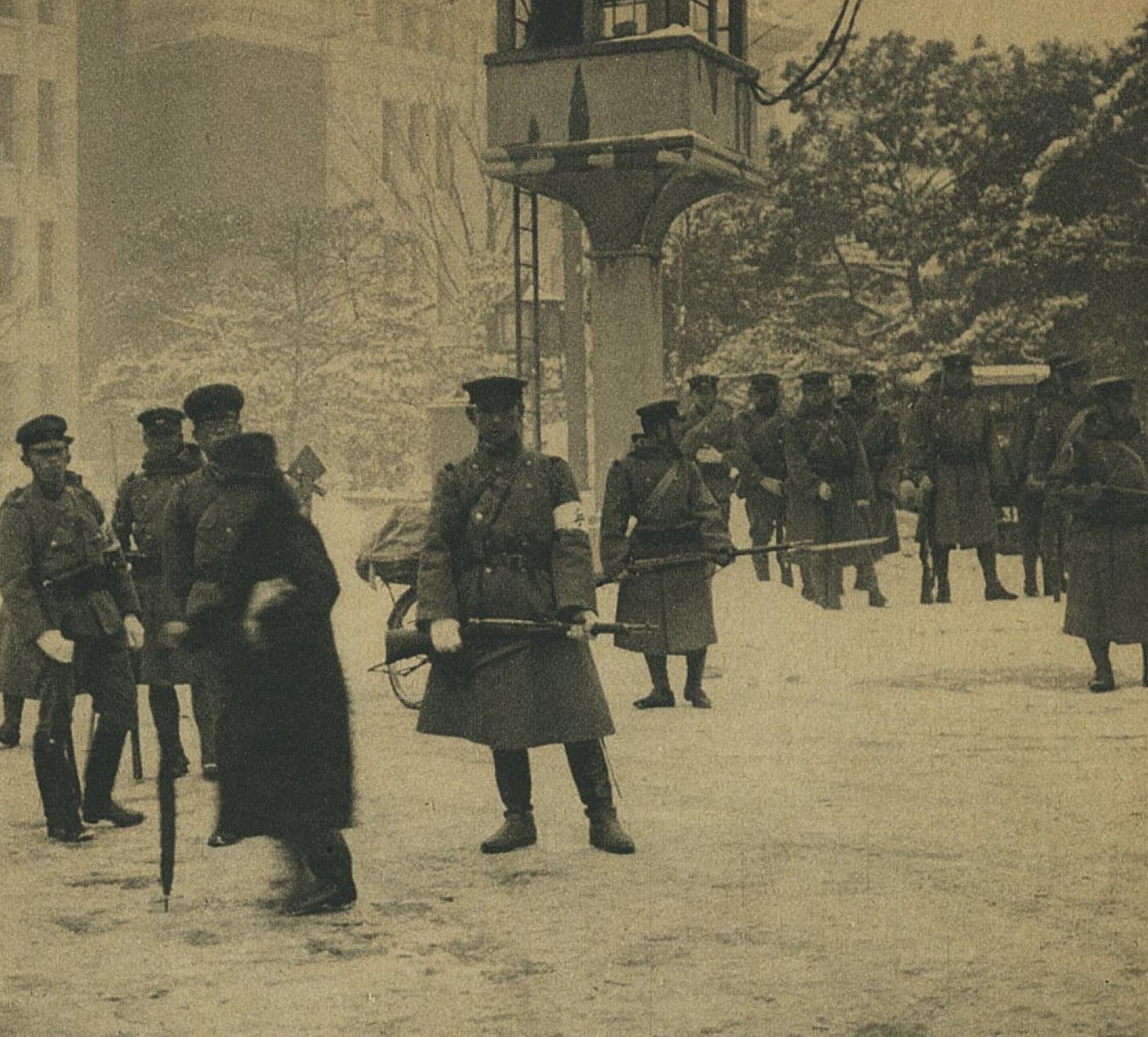
皇道派によるクーデターである二・二六事件の鎮圧の為に出動した憲兵および陸軍兵士。

クーデター（仏: coup d'État、独: Putsch, Staatsstreich、中: 政変）とは一般に、軍隊組織や政治家が非合法的に、かつ公然と、暴力的な手段を行使して、政権を転覆させること、またそれを試みることを指す。
フランス語で「国家に対する一撃」を意味し、発音はフランス語: [ku d‿e.ta]（ク・デタ、発音例）である。日本語では「クーデタ」や「クー・デ・タ」、英語の口語では「coup」で表記することもある。
被支配階級が権力を奪取し、体制そのものの変革を図る革命に対し、クーデターは支配階級内部の権力の争奪であり、一般に支配階級の一部が自己の権力をさらに強化するために、あるいは他者がもつ権力を奪取するために遂行される。

## 概要
歴史的には、アフリカ、アジア、ラテンアメリカの発展途上国においてはしばしば政治変動はクーデターによってもたらされている。政治的な暴力としてはクーデターだけではなく革命（revolution）や反乱（rebellion）などの概念もあるが、クーデターの概念はその暴力行為の政治的な意図によって区別される。
革命はイデオロギーの抜本的な改革を行い、政治権力や社会制度などの体制そのものの変革を目的とする。反乱は政治的な暴力の行使であり、より保守的な政治性を持ち政治的支配の変更を達成するために行われる。対してクーデターでは支配階級内部での権力移動の中で、既存の支配勢力の一部が非合法的な武力行使によって政権を奪うことであり、行為主体である軍事組織により、臨時政府の樹立と直接的な統治が意図された活動である。
このような定義に基づいた定量的な研究では、クーデターの発生が歴史的または地域的に偏っていることが明らかになっている。ファイナー（Finer, 1978）の研究によれば、1958年から1977年にかけて157件のクーデターが集中していることが分かっており、トンプソン（Thompson, 1978）の研究では59か国で生じた274件のクーデターを分析しており、熱帯地域のアフリカでは特にクーデターが集中していると指摘している。
クーデターを成功させるための戦略と戦術について、ルトワク（Luttwak, 1979）が述べているように奇襲の成功と資源の確保が重要である。ただし、既存の統治機構から権力を奪取して臨時政府を樹立することが目標となるために、通常の軍事作戦とは異なる側面も指摘できる。
戦略的な局面においては、クーデターの達成を確実なものにするためには反撃を阻止して第三勢力による対抗クーデターや政治的介入を防ぐために活動の基盤となる物資や人員の喪失を回避しなければならない。また、速やかに大衆の支持を獲得して既存の政府に対する支持を無力化する必要がある。軍事組織それ自体は政治的な正当性を備えた組織ではないために、迅速に国家の首都に部隊で占拠して権力の中枢に関与している指導的な政治勢力を排除するか、もしくは従属させることを計画しなければならない。
戦術的な局面においては、クーデターは戦闘部隊が相手となるわけではないために少数の部隊で実施することが可能である。しかし、防諜の観点から実行部隊の人員は技能だけでなく信頼可能かどうかを判断して秘密裏に選抜しなければならない。一般に、有効な攻撃目標としては通信施設、空港などの交通施設、政府首脳の官邸、国防省や警察本部などの官庁を挙げることが可能であり、反撃を準備する猶予を与えないように短時間のうちに目標を完遂することが不可欠である。
鎮圧され失敗に終わった場合には、関与者への大規模な粛清が従来の政権によって行われることもある。
クーデターは多くの場合実力行使を伴う為批判されるケースが多いが、成功した場合、極稀であるが革命と見なされ評価される事もある（1969年リビア・クーデターなど）。社会主義・共産主義の隆盛を促した総本山と言えるロシアの十月革命も、社会主義・共産主義が衰退した21世紀以降の現代では、クーデターであったと見なす見解が強まってきている。

## クーデターの歴史
歴史上のクーデターは、政権内の有力者、もしくは軍隊などを掌握している人物によって行われることが多い。
一方で最高権力者、あるいは君主などが行う「自主クーデター」もしばしば存在する。
ルイ・ナポレオン（ナポレオン3世）による1851年12月2日のクーデター、第三共和制下の韓国で行われた十月維新、ペルーのアルベルト・フジモリ大統領のクーデター（アウトゴルペ）などがある。
自らがトップに立とうとする場合だけでなく、有力者を担いだ者または有力者を担ぐことを標榜する者が実行する場合もある。
中央集権化が著しい体制の下では中央政権のトップが入れ替わると地方勢力もそれに従う傾向が強いが、一方封建制など地方分権の強い体制では、中央政権のトップが入れ替わったとしても必ずしも地方勢力がそれに従うとは限らず、クーデターの効果も限定的なものになったり、地方勢力の反撃によってクーデターが失敗に追い込まれることもしばしば見られる。
近世に入ってからは多くの国で中央集権化が進んだためクーデターが容易になったが、近代に工業化が進み大衆が豊かになり社会構造が複雑化すると、地方政府、政党、官僚、警察、企業、労働組合、宗教団体、利益団体、報道機関、その他コミュニティーといった多岐にわたる権力集団をすべて軍事力で掌握することは非常に困難になり、一般に、先進工業社会ではクーデターが稀になってきている。しかし、一般大衆の子弟が高等教育を受けることが困難で、立身出世を望む者が軍に集中する構造の社会では今もクーデターが頻発する。
現代では、軍事力は国軍が排他的に掌握しているため、国家体制が未発達の国で傭兵や民兵、暴徒、過激派組織が企てる以外は、国軍によるクーデターがほとんどである。軍の最高幹部が起こすものと中堅幹部が起こすものがあり、後者の方がより体制変革（革命）の意識が強いが、どちらも革命評議会、臨時救国政府等と名乗る軍事政権（フンタ ― 西: Junta。“評議会”）を作ることが多い。そうでなければ最高幹部が名目上退役し、軍の力を背景に利権と弾圧によって形式上は民政に移行したうえで大統領になるというものである。

## 主なクーデター

### 日本
- 乙巳の変（大化の改新）
- 昌泰の変
- 平治の乱
- 治承三年の政変
- 法住寺合戦
- 公暁による源実朝の暗殺
- 明応の政変
- 永禄の変
- 本圀寺の変
- 本能寺の変
- 慶安の変（未遂）
- 功山寺挙兵
- 王政復古の大号令
- 西南戦争（未遂）
- 三月事件（未遂）
- 十月事件（未遂）
- 五・一五事件（未遂[4]）
- 神兵隊事件（未遂）
- 陸軍士官学校事件（未遂）
- 二・二六事件（未遂）
- 皇民有志決起事件（未遂）
- 宮城事件（未遂）
- 松江騒擾事件（未遂）
- 三無事件（未遂）
- 三島事件（未遂）
- 創価学会による1971年のクーデター計画（青年部最高幹部間で計画が立てられたのみで決行されず[5]）
- オウム真理教の国家転覆計画（未遂）

### 世界
- オドアケルによる西ローマ帝国皇帝の廃位
- 宇文化及・宇文智及らによる煬帝の弑逆
- 玄武門の変
- 靖難の変
- エカチェリーナ皇后によるピョートル3世の廃位
- テルミドール9日のクーデター
- ブリュメール18日のクーデター
- 1851年12月2日のクーデター

#### 近代
- 壬午軍乱
- 甲申政変（未遂）
- ブーランジェ将軍事件（未遂）
- ハワイ事変（ハワイ革命）
- 戊戌の政変
- ヘーチマンの政変
- カップ一揆（未遂）
- ローマ進軍
- ミュンヘン一揆（未遂）
- ユゼフ・ピウスツキのクーデター
- 1926年5月28日クーデター
- プロイセン・クーデター
- スペイン内戦
- ムッソリーニ失脚
- 7月20日事件（未遂）

#### 第二次世界大戦後
- 1952年のキューバのクーデター
- 1953年のイランのクーデター
- 将軍達の反乱（未遂）
- 5・16軍事クーデター
- フルシチョフ失脚
- 1970年カンボジアクーデター
- 林彪事件（未遂）[6]
- チリ・クーデター
- バラクーダ作戦
- 23-F（未遂）
- ソ連8月クーデター（未遂）
- アウトゴルペ
- 北朝鮮クーデター陰謀事件（未遂）
- 第6軍団事件（未遂）

#### 21世紀
- 2014年タイ軍事クーデター
- 2016年トルコクーデター未遂事件（未遂）
- 2021年アメリカ合衆国議会議事堂襲撃事件（未遂）[7]
- 2021年ミャンマークーデター
- 2022年ドイツクーデター未遂事件（未遂）
- 2023年ブラジル三権広場襲撃事件（未遂）
- 2024年大韓民国非常戒厳令（未遂）

## カウンター・クーデター
クーデター後に成立した政権に対して、更に行われるクーデターを指す。青年トルコ人革命後のオスマン帝国において行われた1909年のオスマン帝国カウンター・クーデターや、インドネシアの9月30日事件、大韓民国における粛軍クーデターがこう呼ばれる。

## 比喩としてのクーデター
会社や団体の最高実力者の交代に使われることもある。合法だが慣例を無視したやり方で、急速、強引に進められる人事を指す。事前に周到に準備を進めた役員が、役員会取締役会でいきなり最高責任者の解任の緊急動議を提出し、根回しを受けていた他の役員も賛成して強引に交代させるなどはその典型的なものであり、武力は使わないものの、週刊誌やタブロイドなどで比喩的にクーデターと呼ぶことがある。1982年に起こった三越の岡田茂社長に対する解任劇（三越事件）、セイコーホールディングスで起きた、子会社和光の長年の放漫経営に端を発した2010年の役員解任劇、2013年に川崎重工業で起きた三井造船との経営統合に端を発した長谷川聰社長などの解任劇等がその代表である。